# Nicolás Emma
Nicolás Mario Emma (buenos aires; 2 de octubre de 1981) es un abogado y empresario argentino del Partido Libertario, diputado de la Nación Argentina por la Ciudad Autónoma de Buenos Aires desde 2023.

## Biografía
Tras realizar estudios, se graduó de abogado. Además, es financista.
Miembro del Partido Libertario (PL), siendo presidente de PL porteño. Fue jefe de campaña de Javier Milei en las elecciones legislativas de 2021.
En 2021, se presentó como candidato a Diputado de la Nación Argentina por la Ciudad Autónoma de Buenos Aires, en el tercer lugar de la lista La Libertad Avanza, sin embargo no logró ser elegido.

### Diputado nacional
El 7 de diciembre de 2023, asumió como Diputado de la Nación Argentina por la Ciudad de Buenos Aires, en reemplazo de Javier Milei, quien renunció a su banca para asumir la Presidencia de la Nación.

## Historial electoral
| Año  | Candidatura                                                  | Partido / Coalición                     | Elección     | votos   | Porcentaje       | Resultado                   |
| ---- | ------------------------------------------------------------ | --------------------------------------- | ------------ | ------- | ---------------- | --------------------------- |
| 2021 | Diputado de la Nación por la Ciudad Autónoma de Buenos Aires | Partido Libertario / La Libertad Avanza | Legislativas | 313.808 | \| \| 17,04 % \| | No electo (3.º lugar lista) |
| 2025 | Diputado de la Nación por la Ciudad Autónoma de Buenos Aires | La Libertad Avanza                      | Legislativas |         |                  |                             |
|      | 17,04 %                                                      |                                         |              |         |                  |                             |